# Neptis syxosina
Neptis syxosina är en fjärilsart som beskrevs av Talbot 1932. Neptis syxosina ingår i släktet Neptis och familjen praktfjärilar. Inga underarter finns listade i Catalogue of Life.